# フミンガ
フミンガ（満洲語: ᡶ᠋ᡠᠮᡳᠩᡤᠠ　転写：Fumingga、富明阿、? - 1882年）は、清末の漢軍正白旗出身の軍人。字は治安。本姓は袁氏、名は世福。「富明阿」または「袁佳富明阿」は満洲風の姓名である。明末の兵部尚書の袁崇煥の七世の孫である。

## 概要
1853年、欽差大臣キシャン（琦善）の軍に従って揚州に駐屯し、ニングタ兵を率いて太平天国軍と戦って功績をあげ、1858年には副都統に昇進した。1859年より江北軍を率いる和春（ホチュン）の補佐にあたったが、戦闘で負傷し、1862年に北京に召還され、北京の軍の訓練に当たった。
1862年、正紅旗漢軍都統となり、揚州でドゥヒンガ（都興阿）の補佐にあたることとなった。1864年、ドゥヒンガは陝西省・甘粛省の回民蜂起を命ぜられたが、フミンガは揚州に残り、江寧将軍の地位を授けられ、丹陽を奪回した。1866年に吉林将軍に起用されると、白凌阿の蜂起軍の討伐や数十万ヘクタールの開墾事業などの功績を残した。死後、威勤の諡号を贈られた。
その跡は長男の寿山が継いだ。寿山自身も八旗兵を率いて光緒20年（1894年）から翌年にかけての日清戦争などで戦っている。さらに黒龍江将軍となり、光緒26年（1900年）の義和団の乱では満洲に攻め込んできたロシアの軍隊とも戦うが大敗し、寿山は自害した。他に次男の永山がいた。